# Labosse
Ne doit pas être confondu avec Lafosse ou Lahosse.
Labosse est une commune française située dans le département de l'Oise, en région Hauts-de-France.

## Géographie

### Description

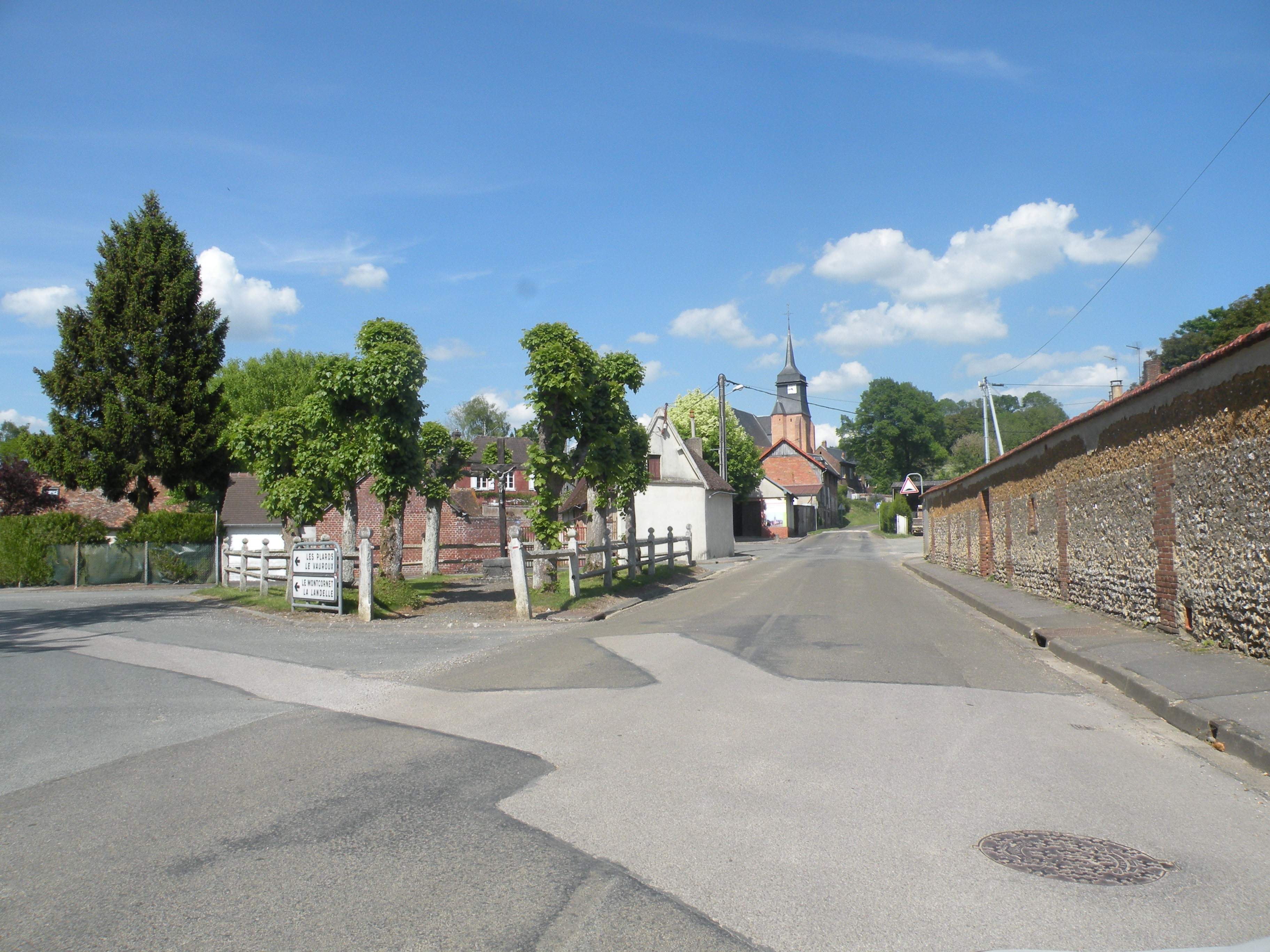
Ambiance du village.

Labosse est un village rural du Pays de Bray dans le sud-ouest de l'Oise, situé à 16 km à vol d'oiseau au sud-ouest de Beauvais, 22 km au nord-ouest de Méru, 9 km au nord de Chaumont-en-Vexin, 11 km au nord-est de Gisors et 20 km au sud-est de Gournay-en-Bray. La forêt de Thelle en est proche.
Le sentier de grande randonnée GR 225 tengente le territoire communal, près du hameau du Bohon.
La commune se trouve dans la zone d'emploi et le bassin de vie de Beauvais.
En 1874, M. Barré indiquait : « Le territoire de La Bosse présente un aspect des plus mouvementé, et le pittoresque des sites y frappe l'œil à chaque instant ; quatre vallons le sillonnent du nord et nord-est à l'ouest la vallée ou rue Misère, la rue Beau-Val aujourd'hui vallée Glinchamp, du nom de la famille Glinchamp qui l'habita, la vallée aux Loups, et la vallée à Dames. Ces vallons se réunissent aux abords de La Bosse pour former ensuite la grande vallée del'Aunette.
L'étendue du territoire est de 1 421 hectares 40 ares, dont environ 823 hectares sont en terres labourables et 514 hectares en bois.
La partie boisée du territoire était beaucoup plus considérable autrefois, et le sol cultivé aujourd'hui n'acquit les proportions qu'il possède que par suite de nombreux défrichements exécutés dans la suite des siècles. Tout ce territoire était compris dans la forêt de Thelle ».

### Communes limitrophes
Les communes limitrophes sont  Boutencourt, Flavacourt, La Houssoye, Lalandelle, Le Vaumain, Le Vauroux et Porcheux.
| Flavacourt  | Lalandelle | Le Vauroux  |
| Le Vaumain  | Labosse    | La Houssoye |
| Boutencourt |            | Porcheux    |

### Hydrographie
La commune est située dans le bassin Seine-Normandie. Elle est drainée par l'Aunette,.
L'Aunette, qui prend sa source dans la commune, ne doit pas être confondue avec  l'Aunette, d'une longueur de 14 km, qui prend sa source dans la commune de Rully et se jette  dans la Nonette à Senlis, après avoir traversé six communes.

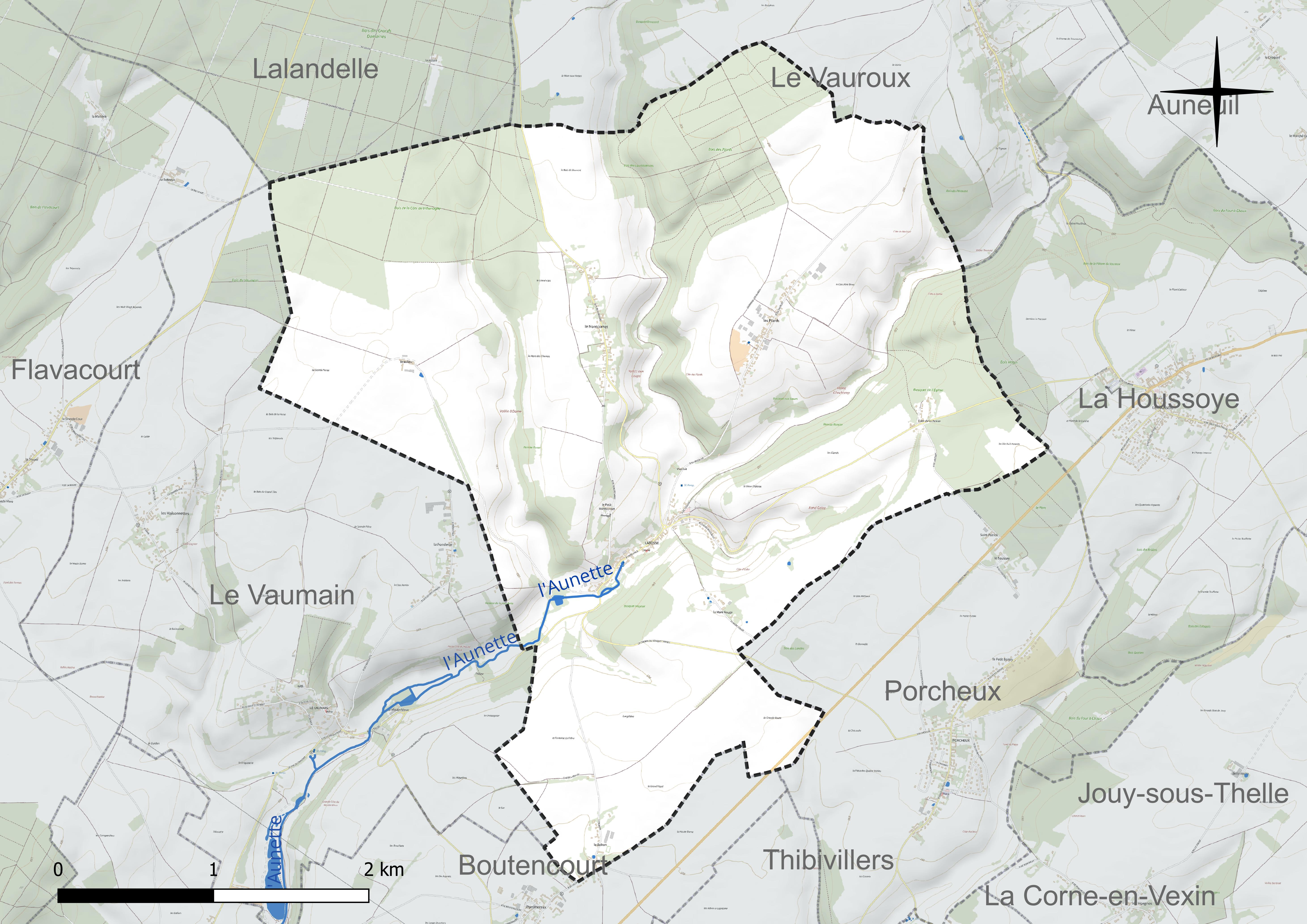
Réseau hydrographique de Labosse.

L'Aunette à Labosse
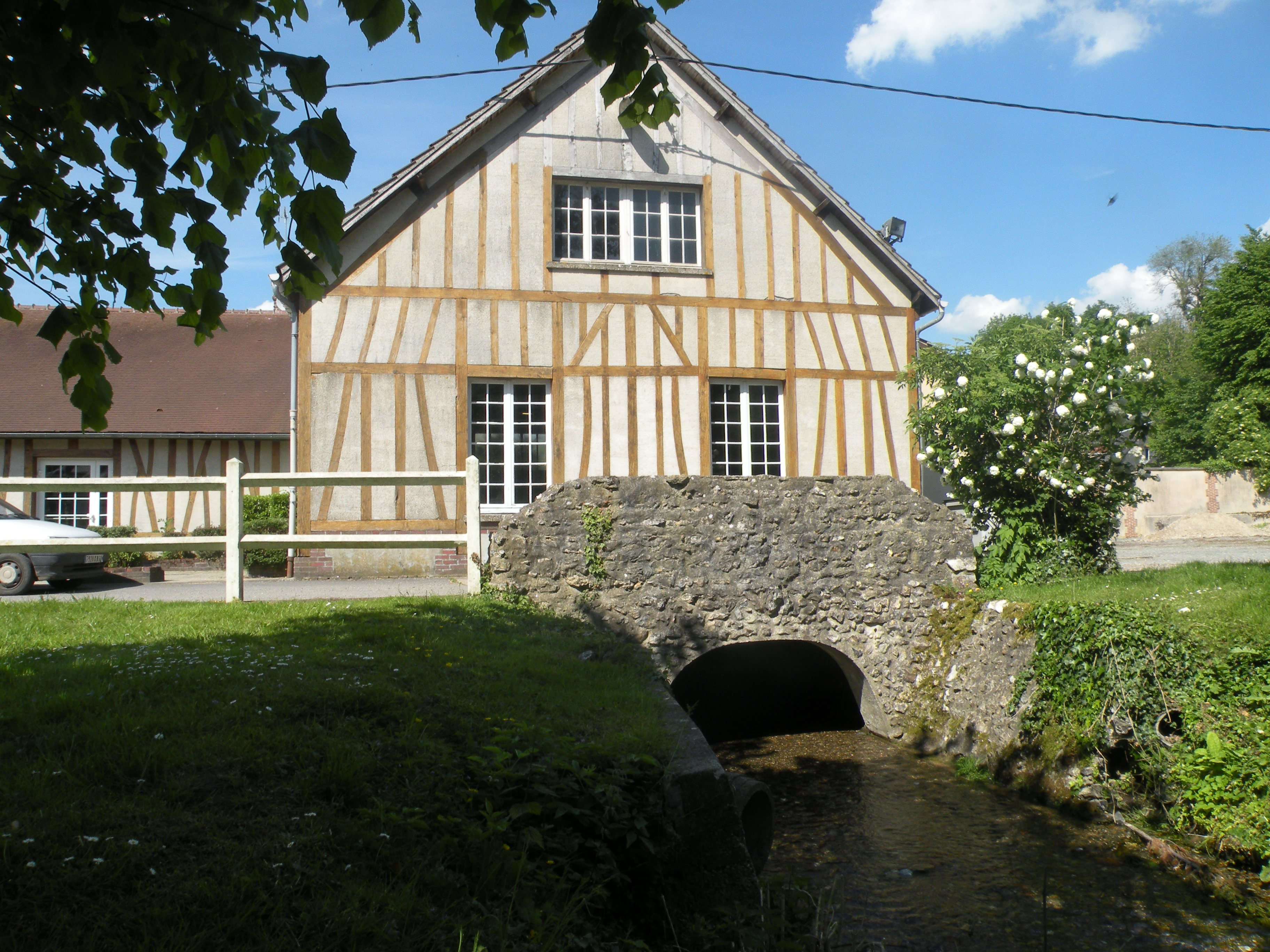
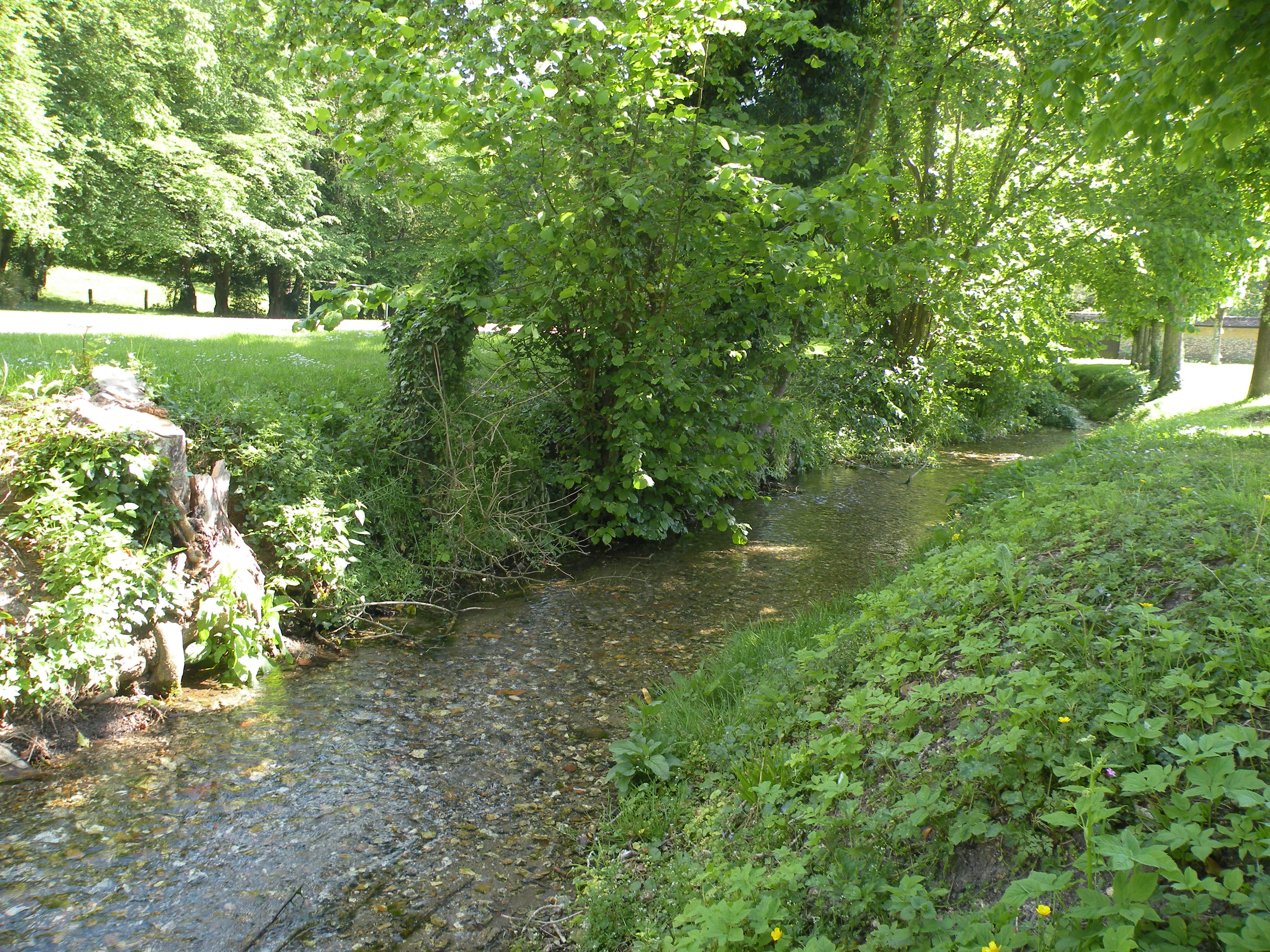
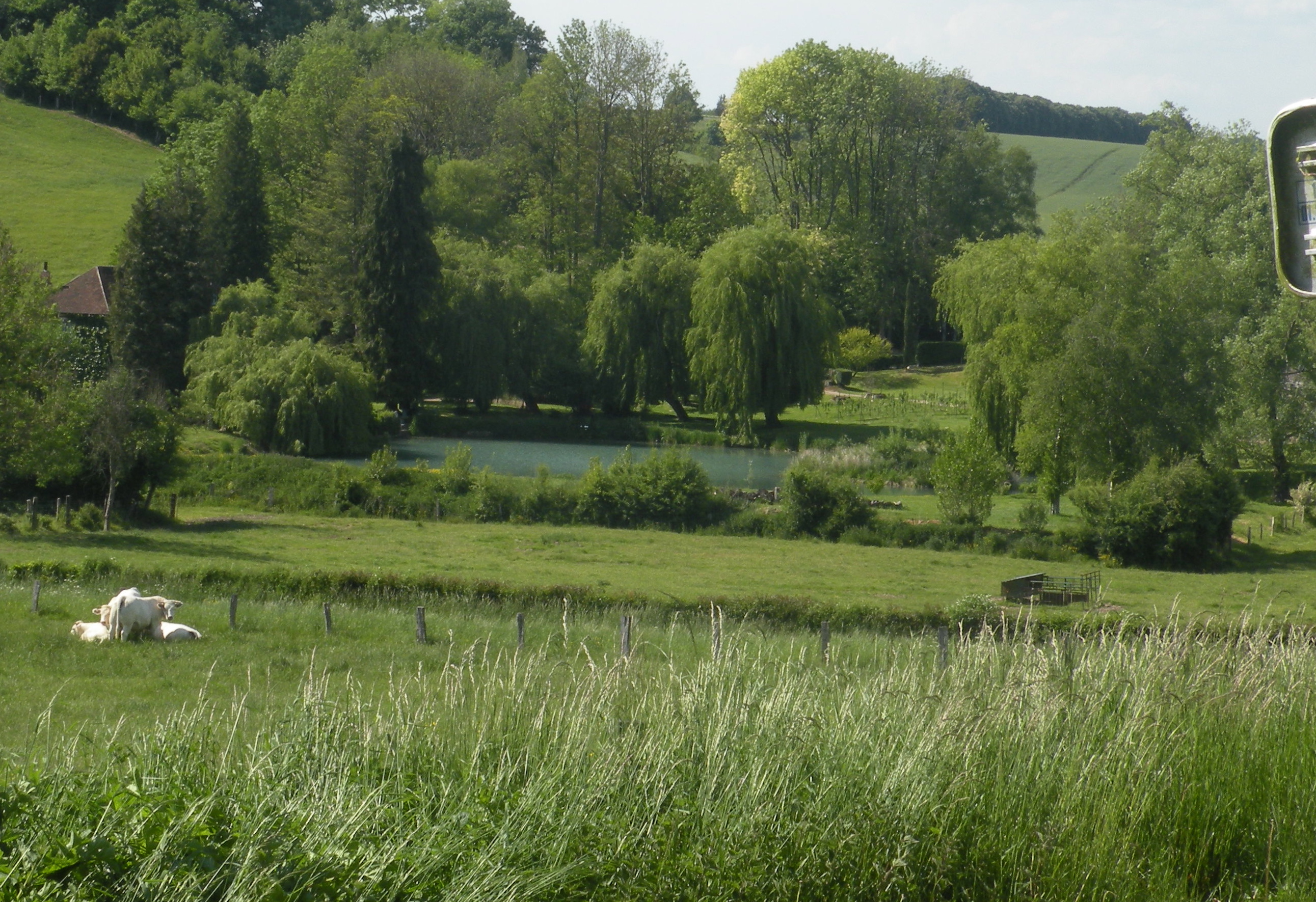
L'étang.

### Climat
Pour des articles plus généraux, voir Climat des Hauts-de-France et Climat de l'Oise.
En 2010, le climat de la commune est de type climat océanique dégradé des plaines du Centre et du Nord, selon une étude du CNRS s'appuyant sur une série de données couvrant la période 1971-2000. En 2020, Météo-France publie une typologie des climats de la France métropolitaine dans laquelle la commune est exposée à un climat océanique et est dans la région climatique Sud-ouest du bassin Parisien, caractérisée par une faible pluviométrie, notamment au printemps (120 à 150 mm) et un hiver froid (3,5 °C).
Pour la période 1971-2000, la température annuelle moyenne est de 10,2 °C, avec une amplitude thermique annuelle de 14,3 °C. Le cumul annuel moyen de précipitations est de 779 mm, avec 11,5 jours de précipitations en janvier et 8,3 jours en juillet. Pour la période 1991-2020, la température moyenne annuelle observée sur la station météorologique la plus proche, située sur la commune de Jaméricourt à 5 km à vol d'oiseau, est de 11,0 °C et le cumul annuel moyen de précipitations est de 695,7 mm,. Pour l'avenir, les paramètres climatiques de la commune estimés pour 2050 selon différents scénarios d'émission de gaz à effet de serre sont consultables sur un site dédié publié par Météo-France en novembre 2022.
| Mois                                  | jan.           | fév.            | mars          | avril         | mai           | juin            | jui.           | août           | sep.          | oct.          | nov.            | déc.             | année      |
| ------------------------------------- | -------------- | --------------- | ------------- | ------------- | ------------- | --------------- | -------------- | -------------- | ------------- | ------------- | --------------- | ---------------- | ---------- |
| Température minimale moyenne (°C)     | 1,5            | 1,4             | 3,1           | 4,5           | 7,5           | 10,3            | 12,3           | 12,4           | 10            | 7,7           | 4,4             | 2                | 6,4        |
| Température moyenne (°C)              | 4,1            | 4,6             | 7,3           | 9,8           | 13,1          | 16,2            | 18,7           | 18,5           | 15,4          | 11,7          | 7,4             | 4,6              | 11         |
| Température maximale moyenne (°C)     | 6,7            | 7,8             | 11,6          | 15,2          | 18,6          | 22,1            | 25,1           | 24,7           | 20,8          | 15,7          | 10,4            | 7,1              | 15,5       |
| Record de froid (°C) date du record   | −14,8 09.01.09 | −14,6 07.02.12  | −9,6 01.03.05 | −6 06.04.21   | −1,8 06.05.19 | −0,7 05.06.1991 | 2,6 04.07.1990 | 2,7 28.08.1998 | 0,1 30.09.18  | −4,1 28.10.03 | −8,6 24.11.1998 | −11,1 29.12.1996 | −14,8 2009 |
| Record de chaleur (°C) date du record | 15,6 27.01.03  | 19,4 24.02.1990 | 24,7 31.03.21 | 27,2 29.04.10 | 31 27.05.05   | 37,6 27.06.11   | 41,8 25.07.19  | 39,8 12.08.03  | 34,8 09.09.23 | 28,6 01.10.11 | 21,2 01.11.14   | 16,6 07.12.00    | 41,8 2019  |
| Précipitations (mm)                   | 60,5           | 49,8            | 50,7          | 49,3          | 59,1          | 54,1            | 61             | 56,4           | 47,9          | 63,1          | 64,4            | 79,4             | 695,7      |

## Urbanisme

### Typologie
Au 1er janvier 2024, Labosse est catégorisée commune rurale à habitat dispersé, selon la nouvelle grille communale de densité à sept niveaux définie par l'Insee en 2022.
Elle est située hors unité urbaine. Par ailleurs la commune fait partie de l'aire d'attraction de Paris, dont elle est une commune de la couronne,.

### Occupation des sols

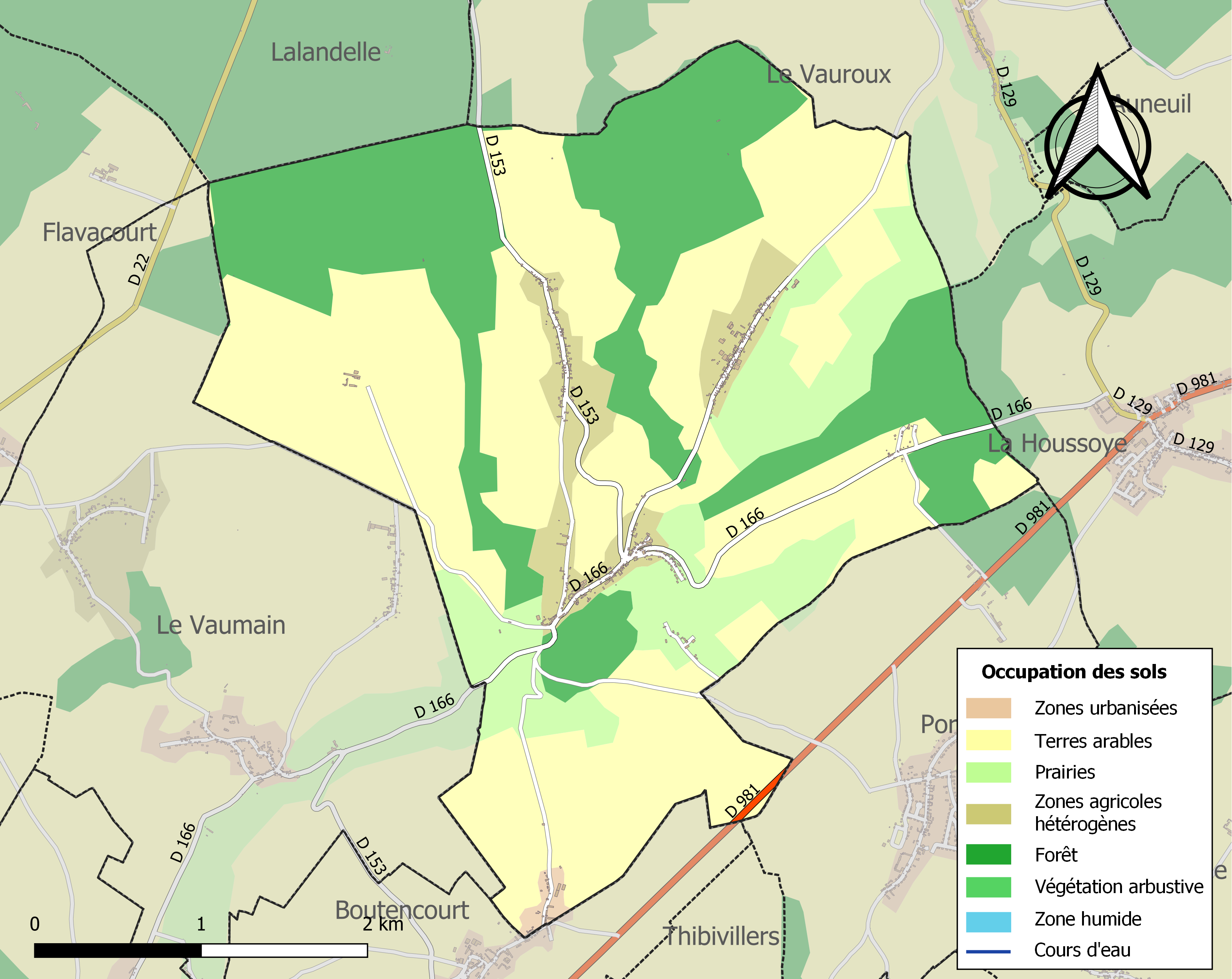
Carte des infrastructures et de l'occupation des sols de la commune en 2018 (CLC).

L'occupation des sols de la commune, telle qu'elle ressort de la base de données européenne d'occupation biophysique des sols Corine Land Cover (CLC), est marquée par l'importance des territoires agricoles (69,9 % en 2018), une proportion identique à celle de 1990 (69,9 %). La répartition détaillée en 2018 est la suivante : 
terres arables (50,3 %), forêts (29,6 %), prairies (13,5 %), zones agricoles hétérogènes (6,1 %), zones urbanisées (0,5 %). L'évolution de l'occupation des sols de la commune et de ses infrastructures peut être observée sur les différentes représentations cartographiques du territoire : la carte de Cassini (XVIIIe siècle), la carte d'état-major (1820-1866) et les cartes ou photos aériennes de l'IGN pour la période actuelle (1950 à aujourd'hui).

### Lieux-dits, hameaux et écarts
La commune comprend les hameaux du Montcornet et des Plards, au nord du village, et du Bohon, au sud du territoire communal et partagé avec Boutencourt.

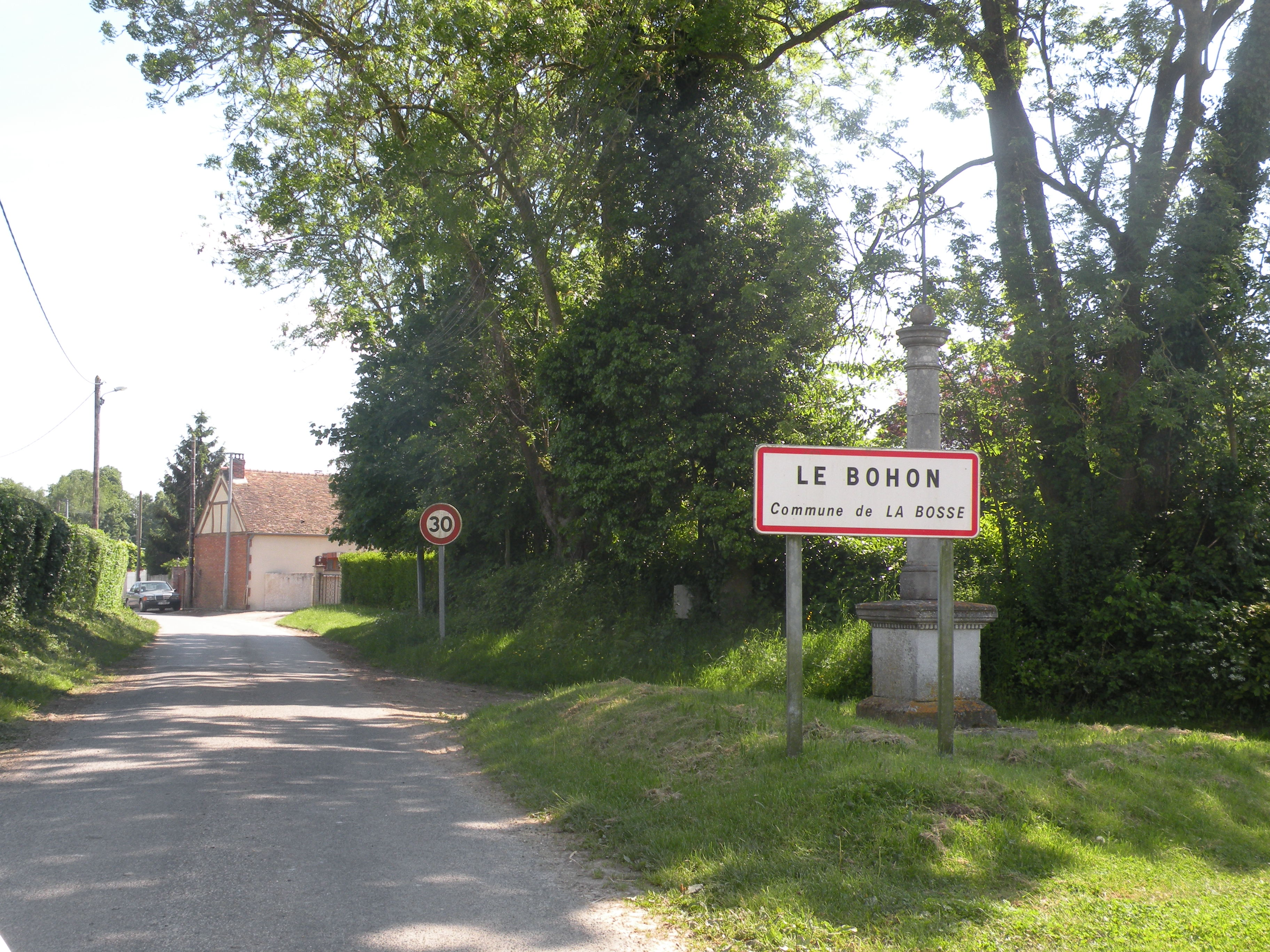
Entrée du hameau du Bohon.

### Habitat et logement
En 2015 et 2020, le nombre total de logements dans la commune était de 239, alors qu'il était de 234 en 2010.
Parmi ces logements, 70,9 % étaient des résidences principales, 22,8 % des résidences secondaires et 6,3 % des logements vacants. Ces logements étaient pour 99,6 % d'entre eux des maisons individuelles et pour 0,4 % des appartements.
Le tableau ci-dessous présente la typologie des logements à Labosse en 2020 en comparaison avec celle de l'Oise et de la France entière. Une caractéristique marquante du parc de logements est ainsi une proportion de résidences secondaires et logements occasionnels (22,8 %), très  supérieure à celle du département (2,4 %) et à celle de la France entière (9,7 %). Concernant le statut d'occupation de ces logements, 88,1 % des habitants de la commune sont propriétaires de leur logement (86,1 % en 2015), contre 61,4 % pour l'Oise et 57,5 pour la France entière.
| Typologie                                               | Labosse | Oise | France entière |
| ------------------------------------------------------- | ------- | ---- | -------------- |
| Résidences principales (en %)                           | 70,9    | 90,5 | 82,1           |
| Résidences secondaires et logements occasionnels (en %) | 22,8    | 2,4  | 9,7            |
| Logements vacants (en %)                                | 6,3     | 7,1  | 8,2            |

### Voies de communication et transports
La commune est tangentée à l'est par l'ancienne route nationale 181 (actuelle RD 981), qui la relie à Beauvais et à Gisors.
La commune est desservie, en 2023, par les lignes 6105, 6136 et 6145 du réseau interurbain de l'Oise.

## Toponymie
Le nom apparaît en 1190 sous la forme Bocca, puis la Boce vers 1200. La forme picarde la Boche est attestée en 1216.

Signifie « la bosse » car l'église et le château ont été bâtis sur un petit promontoire.
Boce peut désigner un « petit village entouré de bois ». L'ancien français boce provient probablement du francique *bôtja « coup ».

## Histoire

### Antiquité
M. Barré écrivait en 1874, « une ancienne voie romaine sépare le territoire de La Bosse de celui de Porcheux ; elle est connue aujourd'hui sous le nom de vieux chemin de Beauvais à Gisors [c'est-à-dire l'ancienne route nationale 181]. Dans un champ voisin, un habitant du Vaumain, le sieur Basile Moreau, trouva, en labourant, une pièce de monnaie en argent à l'effigie de Trajan »

### Moyen Âge
Un château ou fort au haut de la montagne dite du vieux château, sur le bord du chemin de La Bosse à La Houssoye, parait avoir été bâti à l'époque des raids vikings en France aux IXe et Xe siècles. Le château est démantelé lors des guerres du XIIe siècle
La seigneurie de Labosse était un franc-fief relevant en partie de la seigneurie de Trie, et en partie du comté de Chaumont, et d'elle mouvaient les fiefs du Bolion et de Fayel, qui formaient des arrière-fiefs de la seigneurie de Trie.

### Temps modernes
Lors des Guerres de Religion, les ligueurs de Beauvais dirigés par Gribeauval saccagèrent le village le 12 mai 1590, « incendièrent les halles et un grand nombre d'habitations, et rapportèrent à Beauvais un immense butin, dont la vente fut faite devant l'hôtel-de-ville au son du tambour ».
N. Barré indique « au XVIIIe siècle les habitants de La Bosse avaient encore un droit d'usage et de pâturage dans la forêt de Thelle, mais ils étaient tenus de payer et livrer, par chaque an et par ménage, un denier parisis et une poule à titre de gréage, qui se partageaient entre le prince de Conty, seigneur de Trie, et le seigneur de la Tour-au-Bègue à. Chaumont. Ce droit a cessé à. la révolution de 1789 ».
En 1785 est créé un office de notaire à Labosse. Il existait encore à la fin du XIXe siècle.
Circonscriptions d'Ancien Régime
Labosse, régie par la coutume de Senlis, réglementée en 1539, dépendait du bailliage subalterne de Chaumont institué en 1543, relevant lui-même dans le grand bailliage de Senlis. Labosse dépendait du gouvernement de l'Île-de-France, du
Parlement de Paris et de la Chambre des comptes de Paris, de la Cour des Aides et de la Généralité de Rouen, de la Châtellenie de
Chaumont et de l'Élection de Chaumont et Magny.
La paroisse faisait partie du diocèse de Rouen, dans le doyenné de Chaumont et l'archidiaconé du Vexin français ou de Pontoise.

### Révolution française et Empire
Lors de la préparation des États généraux de 1789, Labosse, peuplée de 180 feux fiscaux a élu Joseph Bordeaux et Louis Marchand comme députés
par la commune à l'assemblée du bailliage de Chaumont. Le baron André-Jacques-Louis du Pille, seigneur de La Bosse, siège à l'assemblée du bailliage au titre de la noblesse.
De 1790 à 1792, divers curés essaient de desservir l'église, mais se heurtent à la mauvaise volonté d'une partie de la population et de la municipalité.
Après de l'appel à La Patrie en danger, quatorze citoyens s'enrôlent en 1992 et quinze en 1793 pour défendre la nation.
L'église est fermée fin 1793 et reconvertie en atelier de fabrication de salpêtre, l'un des composants de la poudre des fusils. Elle est rouverte quelque temps après..
A la fin de l'épopée napoléonienne, en 1814 et en 1815 des détachements de Prussiens et de Cosaques séjournent quelques jours à Labosse et ses environs.

### Époque contemporaine
Le défrichement de la forêt se poursuit au XIXe siècle, « le bois de la Herse, défriché en 1836, s'étendait jusqu'à la forêt de Thelle ; en 1856, on défricha les bois de La Bosse, derrière le vieux château, et ceux dite de Bouvent, entre le Grand-Mont-Cornet et le Quesneger. En 1860, 50 hectares des bois des Plards eurent le même sort afin d'étendre les terres cultivées ».
Labosse était dotée d'une école construite par la paroisse en 1789, mixte jusqu'en 1860, année où une école de filles est créée sous l'enseignement d'une religieuse. La commune construit en 1862 la nouvelle école des garçons,. Un bureau de poste est créé en 1875. La mairie est construite en 1835
Lors de la Guerre franco-allemande de 1870, Labosse est occupée deux mois par les Allemands et subit d'importantes réquisitions.
La commune est desservie par le chemin de fer à partir de 1875, avec la mise en service de la ligne de Beauvais à Gisors-Embranchement, qui fonctionne pour les voyageurs jusqu'à l'après Seconde Guerre mondiale. En 1905, la gare de Labosse, située à 1,7 km de l'église, devient également le terminus de la ligne de chemin de fer secondaire de Méru à Labosse, l'une des lignes à voie métrique du réseau des chemins de fer départementaux de l'Oise. L'exploitation de cette ligne cesse en 1934,.

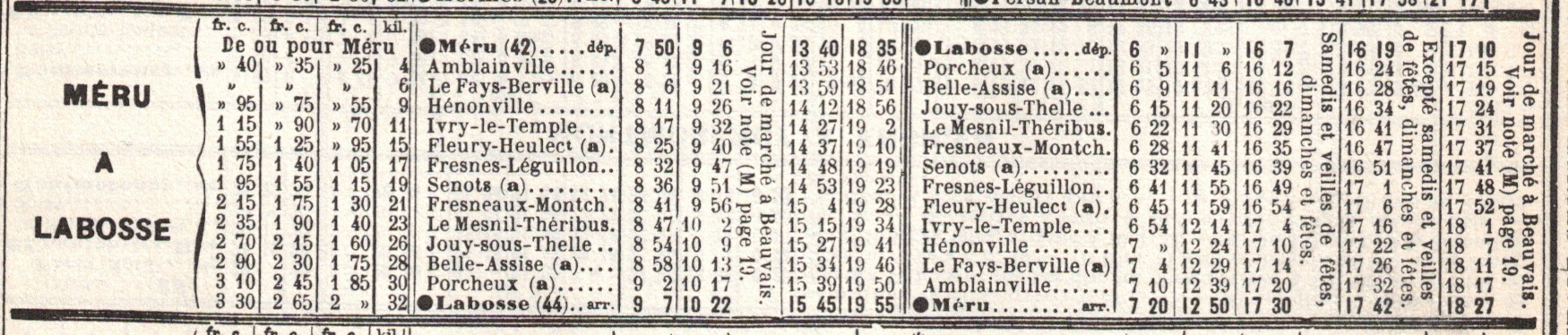
Horaires de la ligne de Méru à Labosse en mai 1914.

Dans la seconde moitié du XIXe siècle, la principale activité économique de Labosse est la production et la vente de charbon de bois, l'agriculture ou le bucheronnage, ainsi que la production de dentelle dite de Chantilly, dont l'importance était décroissante. Un établissement de tannage existe à Labosse de 1824 à 1840. La fabrication de boutons de nacre commence en 1839. Des exploitations agricoles de grande taille étaient déjà constituées, telles la ferme de Beaulieu (175 hectares) et celle du Bohon (150 hectares), du Vivertot et fe Labosse, toutes deux de quarante hectares

## Politique et administration

### Rattachements administratifs et électoraux

#### Rattachements administratifs
La commune se trouve dans l'arrondissement de Beauvais du département de l'Oise.
Elle faisait partie depuis 1801 du canton du Coudray-Saint-Germer. Dans le cadre du redécoupage cantonal de 2014 en France, cette circonscription administrative territoriale a disparu, et le canton n'est plus qu'une circonscription électorale.

#### Rattachements électoraux
Pour les élections départementales, la commune fait partie depuis 2014 du canton de Beauvais-2.
Pour l'élection des députés, elle fait partie de la deuxième circonscription de l'Oise.

### Intercommunalité
Labosse est membre de la communauté de communes du Pays de Bray, un établissement public de coopération intercommunale (EPCI) à fiscalité propre créé fin 1997 et auquel la commune avait transféré un certain nombre de ses compétences, dans les conditions déterminées par le code général des collectivités territoriales.

### Liste des maires
| Période                                  | Période                   | Identité            | Étiquette | Qualité                                           |
| ---------------------------------------- | ------------------------- | ------------------- | --------- | ------------------------------------------------- |
| Les données manquantes sont à compléter. |                           |                     |           |                                                   |
|                                          |                           |                     |           |                                                   |
| 1807                                     | 1815                      | M. Baudry           |           |                                                   |
| 1815                                     | 1826                      | M. Flarnichon       |           |                                                   |
| 1826                                     | 1847                      | Isidore Boulongne   |           |                                                   |
| 1847                                     | 1851                      | M. Potiquet         |           |                                                   |
| 1851                                     | 1858                      | M. Saint-Denis      |           |                                                   |
| 1858                                     | après 1874                | Alfred Charpentier  |           |                                                   |
|                                          |                           |                     |           |                                                   |
| mars 2001                                | 2014                      | Alain Mauchretien   | SE        |                                                   |
| 2014                                     | juillet 2020              | Michel Isambart     |           | Agriculteur retraité                              |
| juillet 2020                             | En cours (au 6 juin 2023) | Jean-Claude Duthion |           | Artisan, commerçant ou chef d'entreprise retraité |

## Équipements et services publics

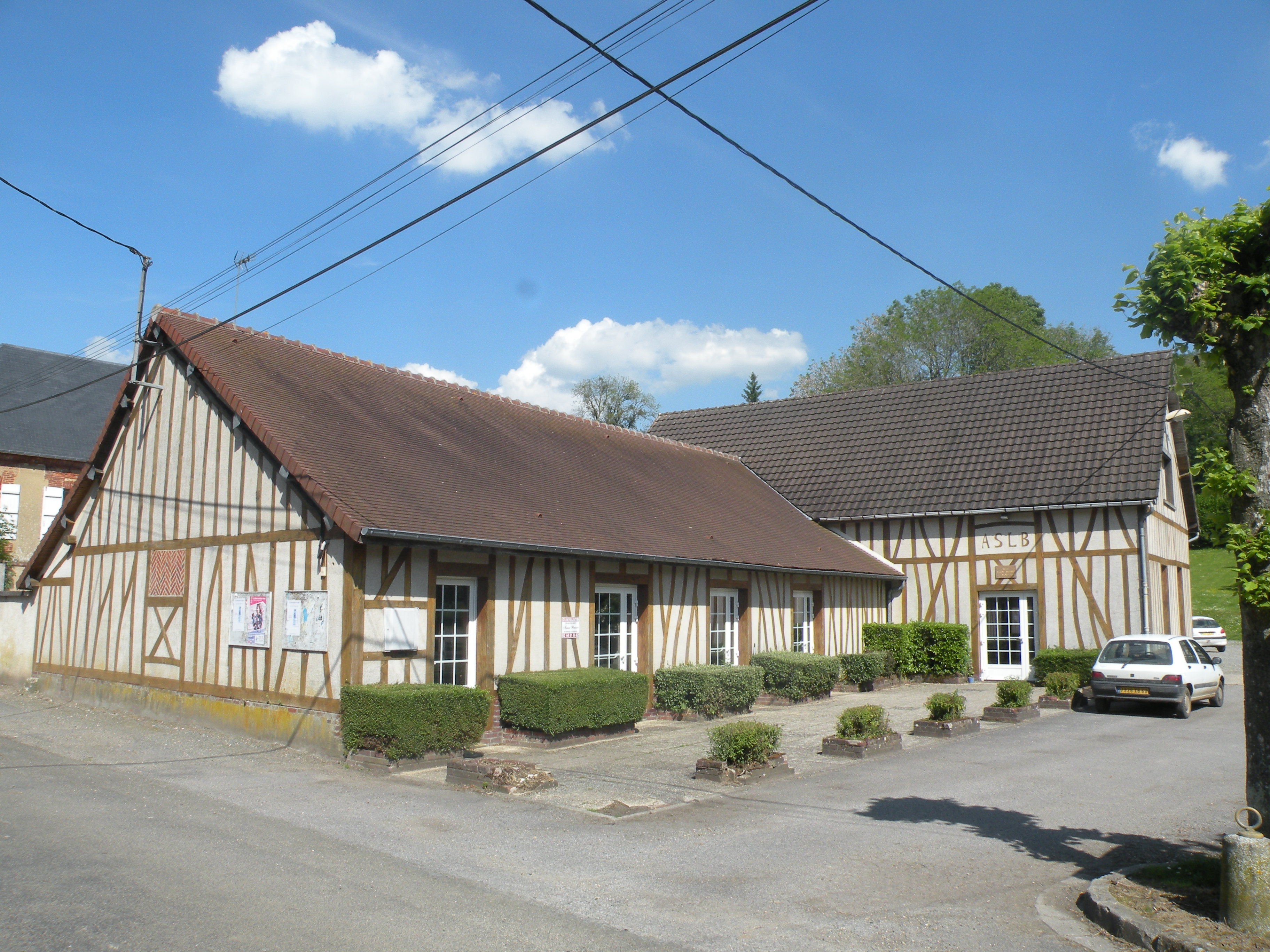
Salle des associations.

### Enseignement
En 2013, les enfants de la commune sont scolarisés avec ceux du Vaumain dans le cadre d'un regroupement pédagogique intercommunal.

### Santé
Une cabine de téléconsultation est implantée en 2022 en mairie de Labosse afin de réduire la difficulté d'obtenir un rendez-vous médical et ainsi lutter contre les déserts médicaux en milieu rural.

## Population et société

### Démographie

#### Évolution démographique
L'évolution du nombre d'habitants est connue à travers les recensements de la population effectués dans la commune depuis 1793. Pour les communes de moins de 10 000 habitants, une enquête de recensement portant sur toute la population est réalisée tous les cinq ans, les populations de référence des années intermédiaires étant quant à elles estimées par interpolation ou extrapolation. Pour la commune, le premier recensement exhaustif entrant dans le cadre du nouveau dispositif a été réalisé en 2004.

En 2022, la commune comptait 457 habitants, en évolution de +2,93 % par rapport à 2016 (Oise : +0,87 %, France hors Mayotte : +2,11 %).
| 1793 | 1800 | 1806 | 1821 | 1831 | 1836 | 1841 | 1846 | 1851 |
| ---- | ---- | ---- | ---- | ---- | ---- | ---- | ---- | ---- |
| 844  | 854  | 818  | 796  | 797  | 820  | 797  | 768  | 791  |

| 1856 | 1861 | 1866 | 1872 | 1876 | 1881 | 1886 | 1891 | 1896 |
| ---- | ---- | ---- | ---- | ---- | ---- | ---- | ---- | ---- |
| 788  | 741  | 687  | 638  | 615  | 624  | 629  | 606  | 601  |

| 1901 | 1906 | 1911 | 1921 | 1926 | 1931 | 1936 | 1946 | 1954 |
| ---- | ---- | ---- | ---- | ---- | ---- | ---- | ---- | ---- |
| 592  | 581  | 506  | 455  | 426  | 418  | 415  | 388  | 351  |

| 1962 | 1968 | 1975 | 1982 | 1990 | 1999 | 2004 | 2006 | 2009 |
| ---- | ---- | ---- | ---- | ---- | ---- | ---- | ---- | ---- |
| 329  | 300  | 246  | 264  | 369  | 404  | 428  | 438  | 456  |

| 2014 | 2019 | 2022 | - | - | - | - | - | - |
| ---- | ---- | ---- | - | - | - | - | - | - |
| 443  | 442  | 457  | - | - | - | - | - | - |

#### Pyramide des âges
La population de la commune est relativement jeune.
En 2018, le taux de personnes d'un âge inférieur à 30 ans s'élève à 35,5 %, soit en dessous de la moyenne départementale (37,3 %). À l'inverse, le taux de personnes d'âge supérieur à 60 ans est de 22,4 % la même année, alors qu'il est de 22,8 % au niveau départemental.
En 2018, la commune comptait 227 hommes pour 216 femmes, soit un taux de 51,24 % d'hommes, largement supérieur au taux départemental (48,89 %).
Les pyramides des âges de la commune et du département s'établissent comme suit.
| Hommes | Classe d’âge | Femmes |
| ------ | ------------ | ------ |
| 0,9    | 90 ou +      | 2,3    |
| 2,7    | 75-89 ans    | 5,1    |
| 17,3   | 60-74 ans    | 16,7   |
| 20,8   | 45-59 ans    | 22,7   |
| 19,9   | 30-44 ans    | 20,8   |
| 14,2   | 15-29 ans    | 11,6   |
| 24,3   | 0-14 ans     | 20,8   |

| Hommes | Classe d’âge | Femmes |
| ------ | ------------ | ------ |
| 0,5    | 90 ou +      | 1,4    |
| 5,5    | 75-89 ans    | 7,6    |
| 15,6   | 60-74 ans    | 16,3   |
| 20,8   | 45-59 ans    | 20     |
| 19,4   | 30-44 ans    | 19,4   |
| 17,6   | 15-29 ans    | 16,2   |
| 20,6   | 0-14 ans     | 19,1   |

## Culture locale et patrimoine

### Lieux et monuments
Église Saint-Barthélémy et Saint-Pierre de Labosse, surplombant le village et achevée en 1518. Elle se compose d'une nef unique suivie d'un chœur que termine une abside à trois pans. Une grande chapelle se trouve au nord du chœur et le clocher en sud, et un porche datant sans doute de la fin du XVIe siècle précède la nef. L'édifice est construit en briques, à l'ouest, et en briques et silex, dans la nef. Celle-ci est dotée d'une remarquable charpente en carène, dont les sablières comportent alternativement des blochets sculptés de têtes humaines et des engoulants représentant des gueules de reptiles ou de poissons et avalant les entraits. De nombreuses poutres sont décorées d'écailles, de têtes ou de petits motifs.
Elle contient un mobilier intéressant, avec de nombreuses statues d'art populaire des XVIe et XVIIe siècles et deux petits vitraux du XVIe siècle, ainsi qu'un exceptionnel retable de grande dimension réalisé en 1563 par le sculpteur Nicolas Nitard en chêne sculpté et doré, et restauré en 2011. Il représente la Passion du Christ, et sa disposition, inspirée du modèle mis au point dans les anciens Pays-Bas, en particulier à Bruxelles et Anvers, est caractéristique des retables de l'Oise : des reliefs sculptés richement polychromés placés dans une caisse divisée en sept travées comportant chacune trois plans ; la travée centrale surélevée accueille un second registre,.
L'église a été intégralement restaurée sous le dernier mandat de Alain Mauchrétien.

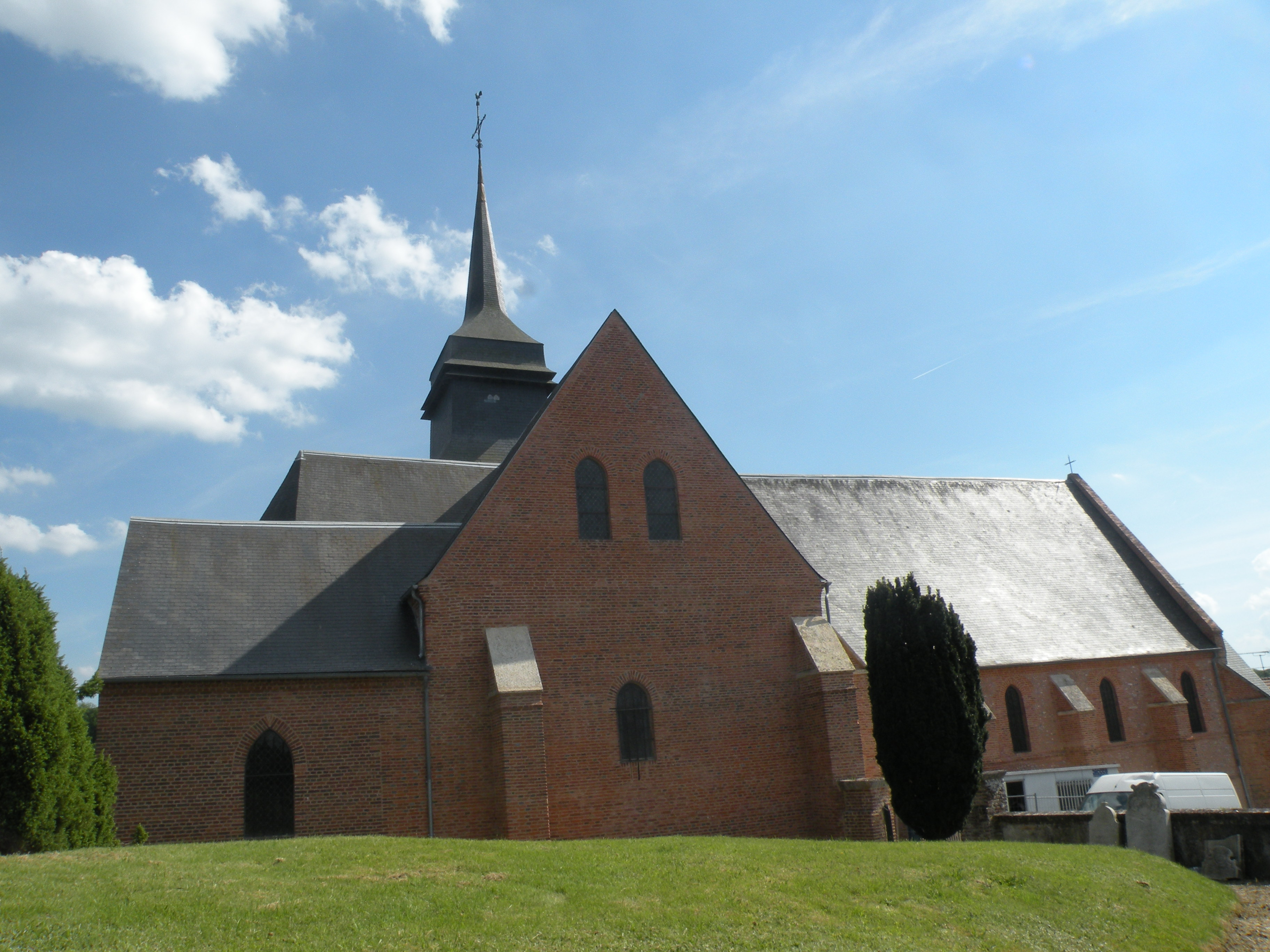
L'église....
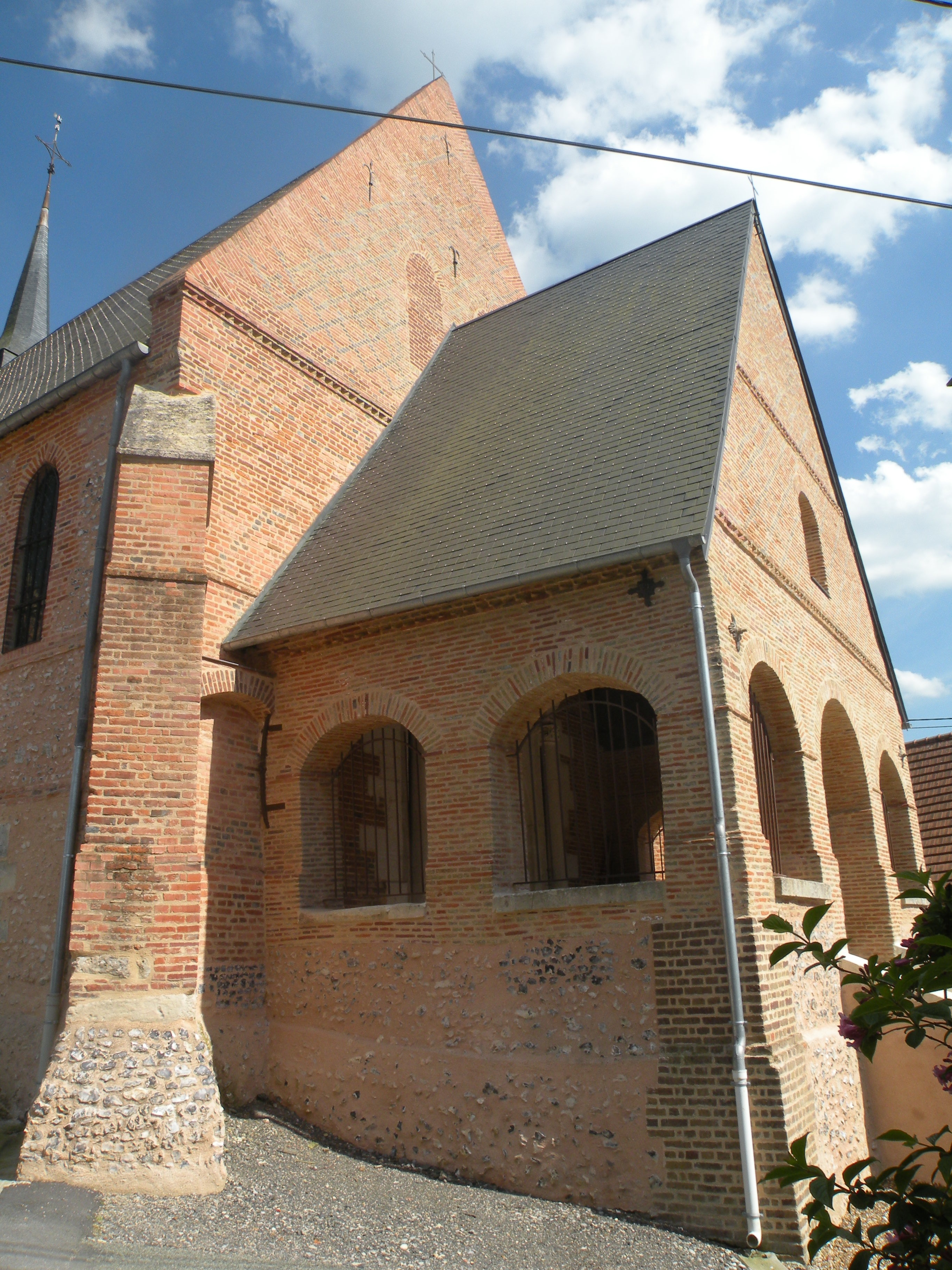
... son porche ...
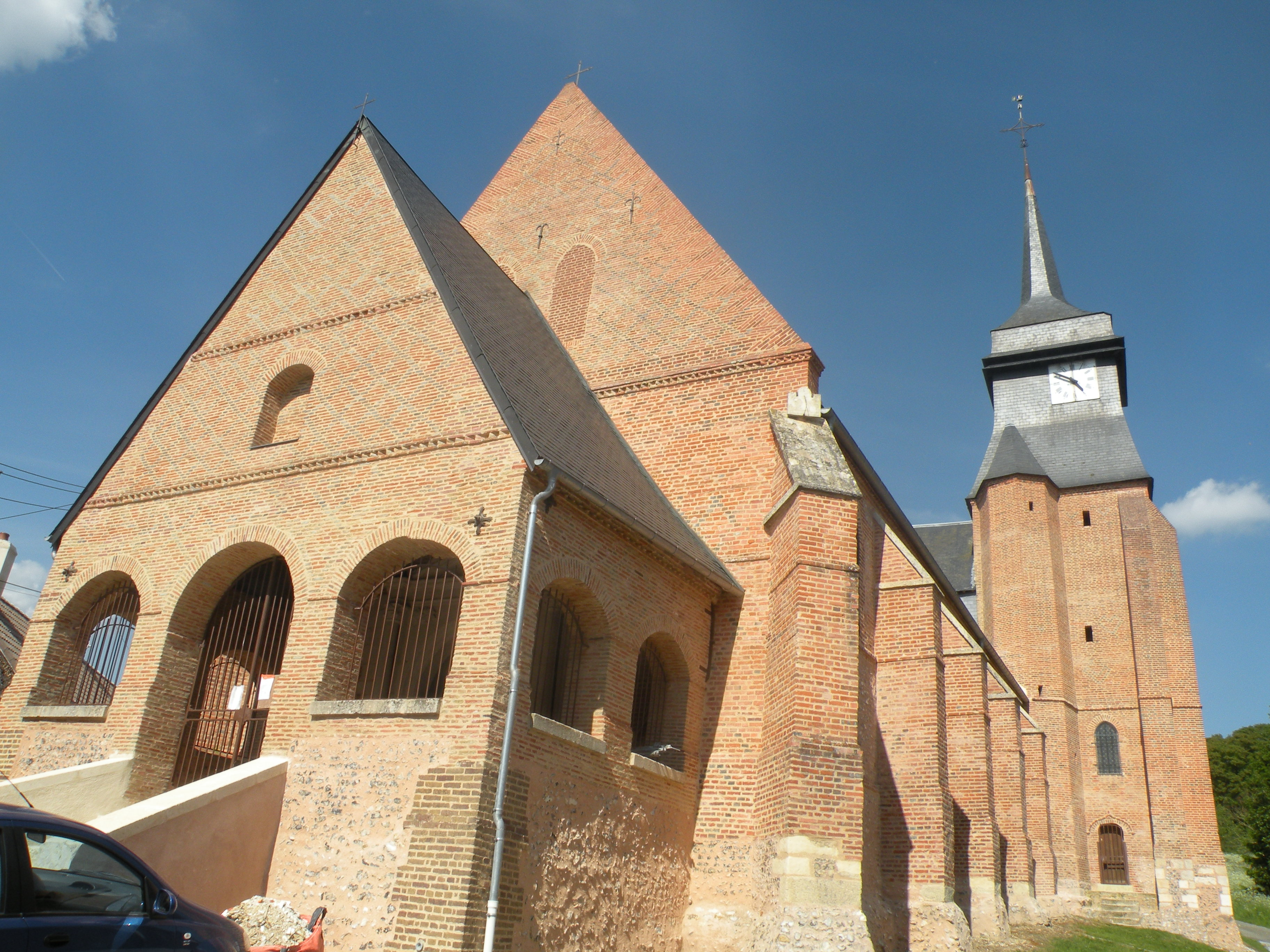
... et son clocher.
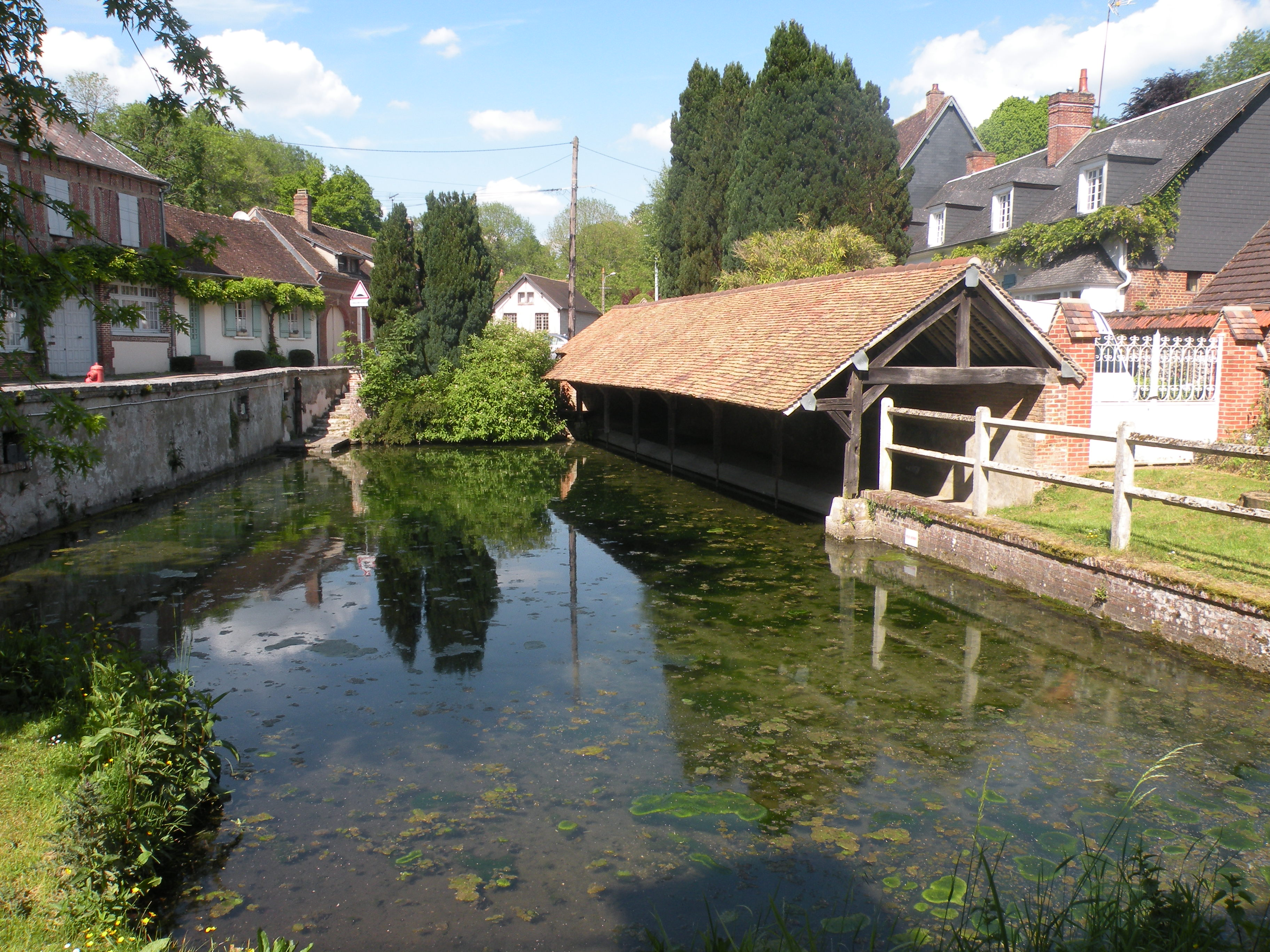
Le lavoir.

### Héraldique
| Blason de Labosse | Blason  | Fuselé d'argent et de gueules.                   |
| Blason de Labosse | Détails | Le statut officiel du blason reste à déterminer. |

## Pour approfondir